# Casa-fàbrica Morull-Vilaró
La casa-fàbrica Morull-Vilaró és un conjunt d'edificis situat als carrers de Sant Pere més Alt, 39 i de Trafalgar, 32 de Barcelona, catalogat com a bé amb elements d'interès (categoria C).

## Història i descripció
A mitjans del segle xix, la finca era propietat del noble mallorquí Josep d'Espanya i Rossinyol de Defla, comte d'Espanya i vescomte de Coserans, que la vengué al comerciant Agustí Vilaró i Dulcet (†1887). La seva filla Caterina Vilaró i Òdena (†1907) estava casada amb el fabricant de teixits Josep Morull i Pi, la fàbrica del qual va ser incendiada durant la vaga de les selfactines. El 1859, Morull va encarregar a l'arquitecte Carles Gauran la construcció d'una nova «quadra» de planta baixa i quatre pisos, de crugia simple (6 m d'amplada i 26 m de llargada) a l'interior de la parcel·la, i l'any següent va traslladar la seva residència i el despatx de la fàbrica al carrer del Carme, 20.
El 1869, Vilaró va encarregar a l'arquitecte Antoni Rovira i Rabassa el projecte d'un nou edifici al carrer de Trafalgar.

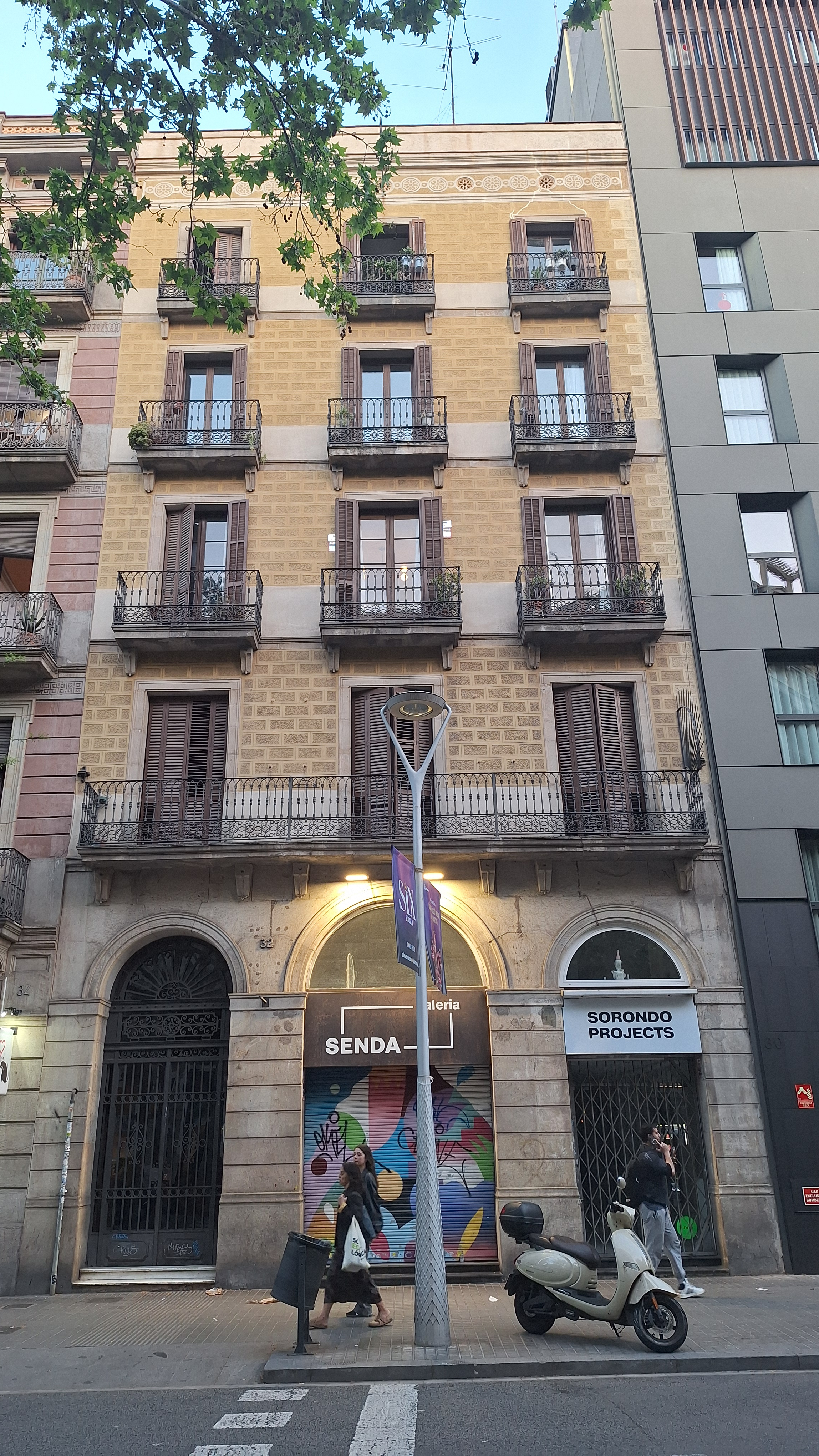
Casa Agustí Vilaró al carrer de Trafalgar

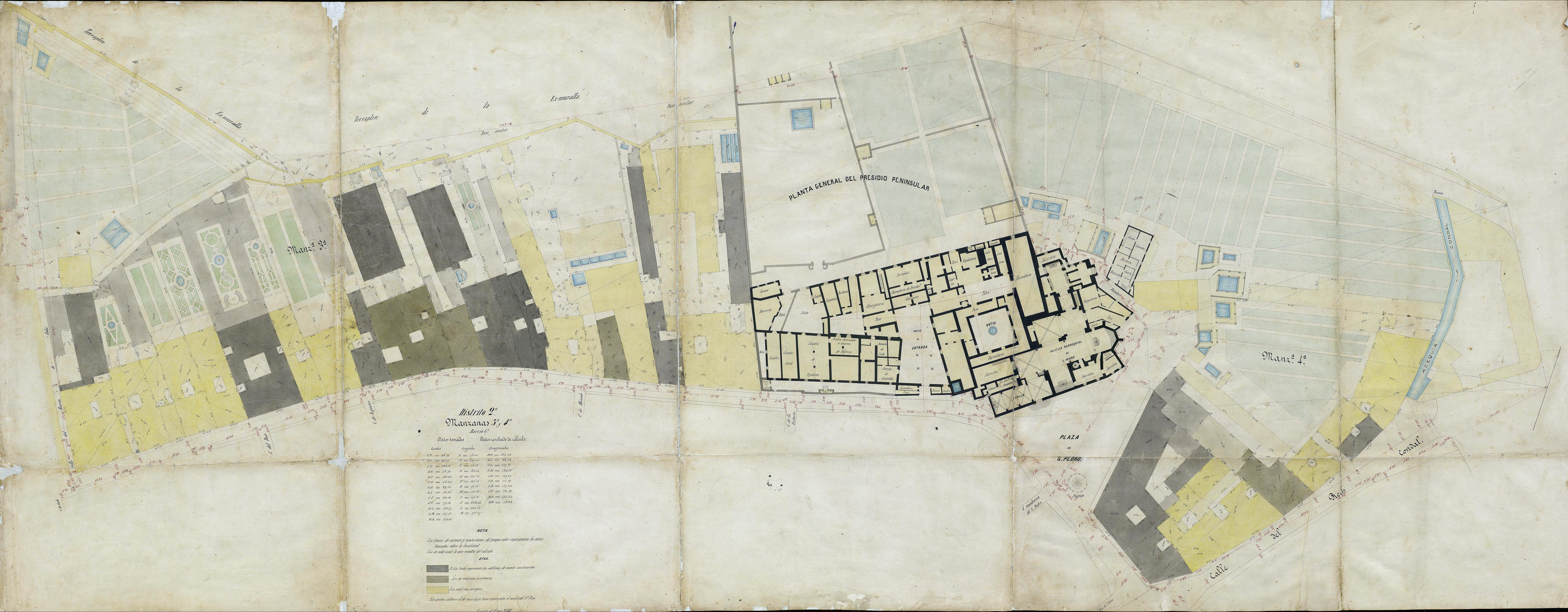
Quarteró núm. 40 de Garriga i Roca (c. 1860)

### Fàbrica d'estampats de Salvador Bonaplata i Nadal
El fabricant d'estampats Salvador Bonaplata i Nadal (1819-1884) hi tenia el despatx de la seva fàbrica de Sant Marti de Provençals, situada a la carretera de Mataró (actual carrer de Pere IV). El 1862 comptava amb dues màquines cilíndriques, dues tondoses i un departament de blanqueig, que donaven feina a 51 treballadors.
A la dècada del 1880, el despatx es traslladà al carrer de Bilbao, 208 (actualment Via Laietana, 66), cantonada amb la plaça d'Urquinaona, i els seus fills continuaren el negoci sota el nom social de Fills de Salvador Bonaplata i Nadal. Salvador Bonaplata i Fàbregas va morir el 1893, el mateix any que la seva mare Dolors, deixant el negoci en mans de les seves germanes Dolors i Josepa, que el mantingueren fins al 1897.